# Karin Hindsbo
Karin Hindsbo, född 1974, är en dansk konsthistoriker. 
Karin Hindsbo utbildade sig i konsthistoria och idéhistoria på Universitetet i Århus, där hon avlade magisterexamen 2002. Hon har i flera år varit aktiv som skribent, redaktör, föreläsare och kurator i norskt och danskt konstsammanhang. Hon arbetade 2002–2005 på Overgaden – Institut for Samtidskunst i Köpenhamn och därefter som konstnärlig ledare på Kunsthal Aarhus 2009–2011 och Den Frie Udstillingsbygning i Köpenhamn 2006–2008.
Hon var 2012–2013 chef för Sørlandets Kunstmuseum i Kristiansand och 2014–2017 för
Kode Kunstmuseene i Bergen i Bergen. Hon är sedan 2017 direktör för Nasjonalmuseet i Oslo.
Karin Hindsbo gifte sig 2018 med affärsmannen och politikern Martin Smith-Sivertsen.